# Francis Miroglio
Francis Miroglio, né à Marseille le 12 décembre 1924 et mort dans la région parisienne le 29 juillet 2005 est un compositeur français.

## Biographie
Francis Miroglio a étudié au conservatoire de Marseille puis à celui de Paris avec Darius Milhaud en classe de composition. Il a suivi les cours d'été de Darmstadt. En 1965, il fonde le festival de musique et d'art contemporain, les Nuits de la Fondation Maeght à Saint-Paul-de-Vence. Il en sera le directeur artistique jusqu'en 1971. En 1967, il est à Berlin boursier de la Fondation Ford. À partir de 1976, il dirige les Semaines Musicales internationales d'Orléans. Il a travaillé la direction d'orchestre avec Bruno Maderna, Eugène Bigot et van Kempen. Il pratique la musique électroacoustique au début des années 1960; finalement déçu, il l'abandonne en 1973.
Bien qu'il ne fut jamais un strict sérialiste, sa musique de tendance post-sérielle est orientée vers la forme ouverte et l'aléatoire, qui reste toutefois encadrée. En collaboration avec des plasticiens comme Alexander Calder ou Joan Miró, il élabore des œuvres intégrant des composantes sonores et visuelles.

## Distinctions
- 1960 : Prix de composition de la Fondation Gaudeamus
- 1961 : Prix de composition de la Biennale de Paris

## Œuvres (sélection)
- Pierres noires pour ondes Martenot et 2 percussions (1958)
- Espaces I à V pour diverses formations (1961-62)
- Projections pour quatuor à cordes, avec diapositives de peintures de Joan Miró ad libitum (1966-67)
- Tremplins pour orchestre et voix (formations variables de 15 à 32 musiciens) sur un texte de Jacques Dupin (1968-69)
- Insertions pour clavecin (1969)
- Extensions pour 6 percussions et grand orchestre (1970-72)
- Extensions 2 pour 6 percussions (1970)
- Extensions 3 pour grand orchestre (1972)
- Il faut rêver dit Lénine, spectacle musical sur un texte de Roger Pillaudin (1972)
- Eclipses, pour 12 cordes et clavecin ad libitum (1972)
- Strates éclatées pour orchestre (1973)
- Reflex, œuvre de théâtre musical (1973-74)
- Fusions pour grand orchestre (1974)
- Gravités pour orgue (1975)
- Brisures pour flûte solo (1977)
- Horizons courbes pour ensemble instrumental variable (1977-78)
- Rumeurs pour harpe celtique ou diatonique (1978)
- Magnétiques pour violon solo, violon et piano, violon et ensemble instrumental, ou violon et grand orchestre (1978-79)
- Triade, musique pédagogique pour 1, 2 ou 3 violons (1980)
- Trip through Trinity pour percussion solo (1981)
- Inferno di gelo, œuvre de théâtre musical d'après Dante (1981-82)